# ウォーレン・ウィーバー
ウォーレン・ウィーバー（英: Warren Weaver、1894年7月17日 - 1978年11月24日）は、アメリカの科学者で数学者。機械翻訳の先駆者の1人としてよく知られ、またアメリカ合衆国での科学振興に重要な役割を果たした。死没地はコネチカット州ニューミルフォード。

## 経歴
ウィスコンシン州リーズバーグに生まれ、1919年、ウィスコンシン大学マディソン校で土木工学と数学の学位を取得して卒業。スロープ大学（間もなくカリフォルニア工科大学と改称）で数学の助教授を短期間務めた後、ウィスコンシンに戻って数学を教えた（1920年 - 1932年）。妻は大学時代の友人 Mary Hemenway で、卒業後間もなく結婚した。1男1女をもうけている。
1932年から1955年まで、ロックフェラー財団で自然科学部門の責任者を務め、スローン・ケッタリング記念がんセンターでは科学コンサルタント（1947年 - 1951年）、評議員（1954年）、副所長（1958年から）を歴任した。研究者としての主要テーマは「科学におけるコミュニケーション」と確率論および統計学の数学的理論付けである。
ロックフェラー財団では、分子工学、遺伝学、農学（特に小麦と米の新品種開発）、医学などの主要プロジェクトへの補助金を決定する責任者を務めた。第二次世界大戦中は財団の後援を受け、アメリカ科学研究開発局 (OSRD) の応用数学パネルを指揮し、数百人のオペレーションズ・リサーチ研究者の作業を監督した。このとき、コンピュータにも造詣を深め、暗号理論の数学的・統計学的技法にも精通するようになった。
情報と通信に関する記念碑的業績（landmark work）であるクロード・シャノン『通信の数学的理論』の書籍版（The Mathematical Theory of Communication、1949年、Urbana: University of Illinois Press）には、ウィーバーによる解説 "Recent contributions to the mathematical theory of communication" が付されており、共著者として名を連ねている。シャノンのフォーマル（形式的）・数理的な記述に対し、ウィーバーによる解説はその意味を考察している。（なお、英語版Wikipediaによると「ウィーバーはシャノンの書いた本文に哲学的解説を加えた（頁数ではウィーバーの書いた部分が4分の3を占めている」といったように説明されているが、ちくま学芸文庫の邦訳書で確認する限り、pp. 13～58 の45頁であり、シャノンの論文の本体 pp. 68～195の半分より少ない。また「哲学」（philosophy）的な内容は最後の2～3段落に過ぎず、哲学関係者による勘違いの可能性が考えられる）。

## 機械翻訳
人間の使う言語から言語へコンピュータを使って文書を翻訳する可能性について言及したのはウィーバーが世界初と言われている。それは、1947年3月、サイバネティックスの先駆者ノーバート・ウィーナーへの手紙の中でのことである。その後2年間、ロックフェラー財団の同僚たちとそのアイデアの詳細化を進めた。その成果をニューメキシコ州カールズバッドで1949年7月に書いた覚え書きにまとめ、そのタイトルは単純に "Translation" とした。
これは機械翻訳の初期の最重要な出版物と言われ、多くの人々がコンピュータに何ができるのか全く考えていない時代に目標と手法を定式化し、アメリカでの研究が始まる直接的な端緒を開き、さらにそれが世界中での研究に広がっていった。ウィーバーの覚え書きの影響の大きさは、その中の数学やコンピュータについての専門知識の深さだけにあるのではなく、ウィーバーがアメリカの政府機関の政策決定者らと近い立場にあったことが関係している。
ウィーバーの覚え書きは、限界のある単純な逐語的手法ではなく、より有益な手法を示唆していた。彼は4つの提案をしている。それは、同義語の問題は前後の文脈を調べることで解決できるかもしれないということ、言語には論理的要素があると見なせること、暗号学的手法が適用可能かもしれないこと、言語普遍性が存在するかもしれないこと、である。
覚え書きの最後で、ウィーバーは4番目の提案の一部として機械翻訳の文書としては最も有名なメタファーで自身の信念を表明している。
共通の基礎の上にそれぞれ別個の高い塔が複数あり、それぞれに人が住んでいるとしよう。彼らが互いに対話しようとする場合、それぞれの塔から周囲に向かって声を張り上げるだろう。しかし音では最も近い塔に届くのも難しく、対話は遅々として進まない。しかし、塔から降りて外に出れば、大きな基礎があり、全ての塔がその基礎の上にあることがわかる。こうして彼は同じように塔から降りてきた人々と有意義な対話を簡単にできるようになる。

## 科学の代弁者
ウィーバーは物理学と化学のツールや技法が生物学的プロセスの理解を深める役に立つことを早くから認識していた。そこでロックフェラー財団での地位を利用して、後に遺伝学や分子生物学に貢献することでノーベル賞などの賞を受賞することになる若い科学者らを見出し、支援し、勇気付けた。
彼はまた個人的に、科学を世間一般に理解してもらうことにも力を入れていた。1954年にはアメリカ科学振興協会の会長、1955年には評議会議長、各種委員会の委員や委員長を務めた。1951年に同協会の目標・計画・手続きについて原則とガイドラインを設定した Arden House Statement の主著者はウィーバーである。
1957年に米国科学アカデミーより公共福祉メダルを受賞し、1965年には、一般大衆の科学への理解を深めることに貢献したことから最初の Arches of Science Medal を受賞した。また、科学普及への重要貢献に対してUNESCOのカリンガ賞を受賞している。

## 不思議の国のアリス
ウィーバーはルイス・キャロルの『不思議の国のアリス』をこよなく愛した。1964年には42カ国語の160の版を収集していた。同作品の翻訳の歴史について Alice in many tongues: The translations of Alice in Wonderland という本も出版している。この中で、出版契約を扱っていたルイス・キャロルの代理人 (Reverend Charles Dodgson)が書いたアリスの名声が世界的に雪だるま式に大きくなっていく様を書いた文章を引用している。ウィーバーは科学者として初めて文学者もやったことのないこととして、駄洒落やナンセンスやジョークが連発されるキ印のお茶会の場面を元に各種翻訳版の質を比較する手法を開発した。彼がこの本のために接触した人々の一覧は印象的かつ風変わりで、人類学者マーガレット・ミード（南太平洋のピジン言語版のため）、後のエルサレム市長 Teddy Kollek、ノーベル賞受賞の生化学者ヒューゴ・テオレル（スウェーデン語版のため）などが含まれている。